# Our Planet
Our Planet is een achtdelige natuurdocumentaire uit 2019 die gemaakt is door Netflix in samenwerking met WWF. De documentaire is grotendeels door dezelfde makers als Planet Earth, Blue Planet en Frozen Planet en heeft net als hen ook  David Attenborough als verteller. De serie heeft in tegenstelling tot de reeksen van planet earth veel meer aandacht voor ecologische problemen en de impact van de mens op de natuur.

## Productie en opzet
In 2015 begon Netflix aan de productie van haar eerste natuurdocumentaire. Voor de documentaire werkten meer dan zeshonderd medewerkers mee gedurende vier jaar. Er werd in meer dan vijftig landen gefilmd. Voor de productie en regie werd Alastair Fothergill ingeschakeld die ook David Attenborough meebracht als verteller. Voor de Spaanstalige landen konden ze rekenen op Penélope Cruz en Salma Hayek.
De makers gebruiken dezelfde lijn als Planet Earth en werkten telkens rond eenzelfde habitat zoals bijvoorbeeld de jungle. Mede door het camerawerk en de stem van Attenborough heeft de serie heel wat mee van Planet Earth. Het grootste verschil is de ecologische opzet van Our Planet. De kijker wordt voortdurend op de ecologische impact van de mens gewezen (klimaatverandering, ontbossing, stroperij...). Hiermee wilden Fothergill en Attenborough vooral de kritiek pareren zoals van George Monbiat: ‘Attenborough verraadt de wereld waar hij van houdt .’ De series zouden een vals en te comfortabel beeld creëren over de natuur. Bij Netflix kregen de makers ook veel vrijheid waardoor ze ook de mogelijkheid hadden om deze boodschap mee te delen. De serie begint ook steeds met een aarde vanuit de ruimte als een kwetsbare planeet waar mensen en de natuur. Het ecologische wordt ook onderbouwd door hun website en de link die ze maakt met WWF.

## Lijst van afleveringen
1. One Planet: de variatie van de planeet aarde
2. Frozen worlds: de poolgebieden en impact van de klimaatopwarming
3. Jungles: het rijke leven in de regenwouden
4. Coastal seas: de kustwateren en de strijd om het beschermen van deze gebieden
5. From desert to grassland: steppes en graslanden
6. High seas: diepe oceanen en het merkwaardige leven
7. Fresh water: zoetwaterleven en de grote behoefte naar zoet water
8. Forests: de bossen en de interactie tussen de dieren die er leven

Daarnaast is er ook een extra aflevering 'behind the scenes' over het maken van de documentaire.

## Ontvangst
Humo geeft de serie 3,5 sterren. De serie wordt als glorieus en rijkelijk omschreven, maar anderzijds voorspelbaar en weinig origineel. De serie wordt wel geloofd voor haar ecologische diepte, maar anderzijds speelt ze op vrij veilig en wat te gezinsvriendelijk. Op IMDb krijgt de serie 9.4/10 en behoort ze tot de top onder televisiereeksen. Ook op Rotten Tomatoes haalt de serie een rating van 93%. Negatieve kritiek komt van zoöloog Susan Crockford en Patrick Moore, die de reeks omschrijven als "eco-tragedie porno". Ook zitten er kleine fouten in zoals de orang-oetan omschrijven als een voorouder van de mens, fytoplankton als plant benoemen.